# 蔡耀勛
蔡耀勛（1983年11月24日—）為臺灣籃球教練、前運動員，現擔任后綜高中籃球隊總教練。
2017年從「柳昇耀」改名為「蔡耀勛」。

## 籃球生涯
高中就讀臺北市私立強恕高中，2003至2007年效力超級籃球聯賽（SBL）裕隆恐龍，2007至2017年效力超級籃球聯賽台灣大雲豹、台灣大、富邦勇士。第十四季超級籃球聯賽結束後退休，擔任寶島夢想家助理教練、明道大學籃球隊總教練。2018年3月10日，富邦勇士於新莊體育館舉辦吳永仁、柳昇耀、魏維3名球員引退儀式。2020年起擔任后綜高中籃球隊總教練。2021年11月11日，蔡耀勛加盟T1聯盟臺南台鋼獵鷹。2022年4月23日，蔡耀勛在高雄全家海神的比賽中右腳阿基里斯腱斷裂。

## 外部連結
- 蔡耀勛在Eurobasket.com（球員）（英语）